# Gato negro

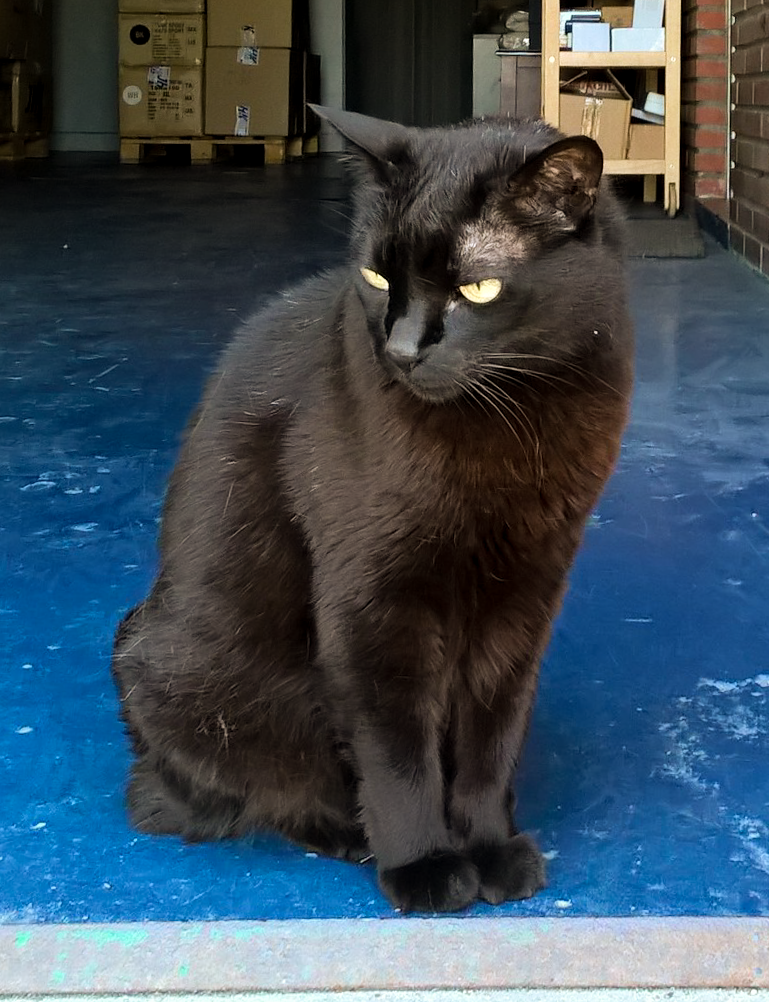
Gata con 15 años de edad y un pelaje tupido de canas.

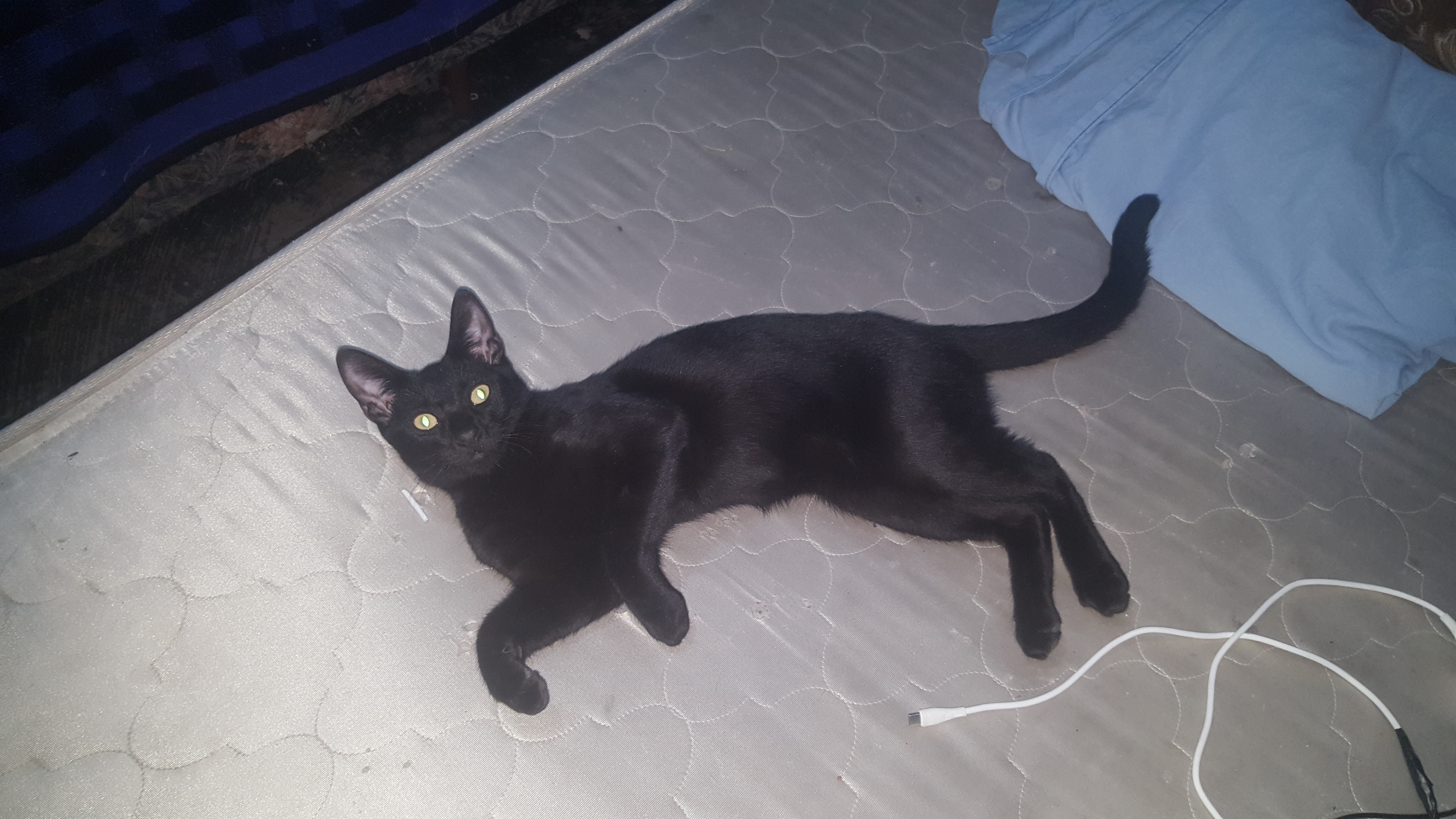
Gato macho y joven de color negro acostado.

El gato negro es considerado un animal muy simbólico con interpretaciones muy ambiguas.Mientras que en civilizaciones como la del Antiguo Egipto se los consideraba animales sagrados, ya que estaban relacionados con el culto a la diosa Bastet,en la tradición hebrea y babilónica, los gatos se comparan a serpientes, arrolladas en un hogar. Se dice que los gatos negros están asociados a las brujas.
Está asociado con la diosa griega Hécate y con la diosa nórdica Freyja, ambas relacionadas con la brujería, por lo que en la Edad Media el gato negro ya sería considerado símbolo del Diablo.

## Brujería y superstición
Históricamente, los gatos negros fueron asociados simbólicamente a brujería y el mal. Los gatos negros (y a veces, otros animales del mismo color o incluso blancos) se temía que fueran los familiares de brujas. En el siglo XVII, el gato comenzó a ser asociado a la brujería en muchas áreas del mundo. El gato negro fue visto generalmente como símbolo de buena suerte; sin embargo, en los Estados Unidos y zonas de Europa, que mantuvieron cazas de brujas, la asociación con las brujas los hizo ser considerados como portadores de mala suerte, aunque esta mala fama también puede deberse a los Matagones ("Matagots") del folclore gascón.

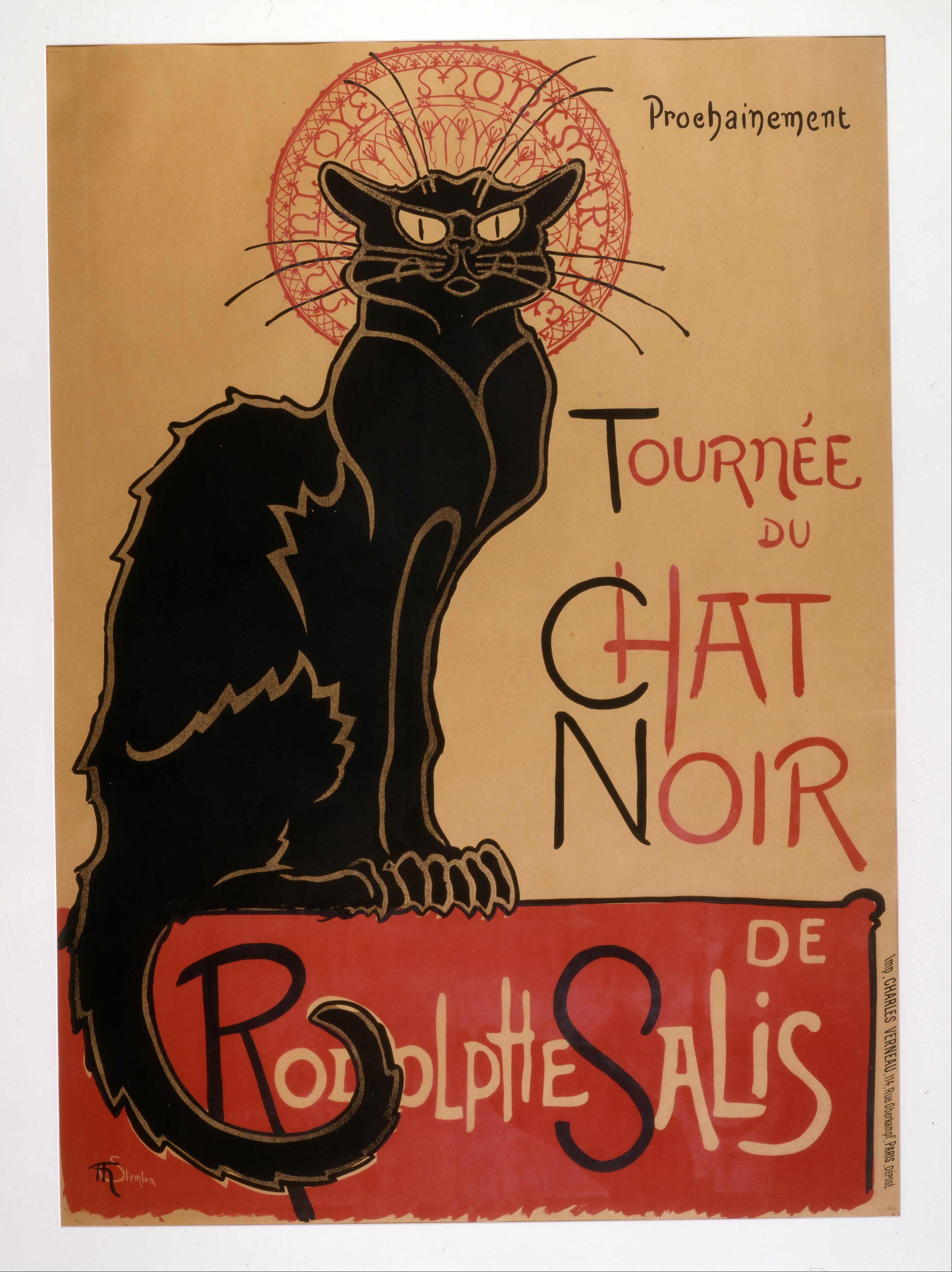
Cartel de Théophile Alexandre Steinlen anunciando un espectáculo de cabaret francés: Le Chat Noir (El gato Negro).

## Prevalencia
Un estudio de 1977 sobre la prevalencia de distintos colores entre los gatos de Europa y Estados Unidos señala que había más gatos negros en Gran Bretaña, a lo largo de la costa oeste de África, en las costas de España y Francia y en los valles del Ródano y el Río Sena, lo cual sugiere que fuera distribuido por los mercaderes procedente de Grecia o Fenicia.Su poca prevalencia en Italia concuerda con que no existen imágenes del gato negro en el Arte romano.